# 255 Dywizja Piechoty (III Rzesza)
255 Dywizja Piechoty (niem. 255. Infanterie-Division) – niemiecka dywizja, uczestniczyła w agresji na Francję i ataku na Związek Radziecki.
Sformowana w Löbau na mocy rozkazu z 26 sierpnia 1939, w 4. fali mobilizacyjnej w IV Okręgu Wojskowym. W czasie agresji na Związek Radziecki, oddziały Armii Czerwonej zadały jej tak wysokie straty, że w 1943 została rozformowana.

## Dowódcy dywizji
- gen. Wilhelm Wetzel 26 VIII 1939 – 12 I 1942;
- gen. por. Walter Poppe 12 I 1942 – X 1943;

## Struktura organizacyjna
Skład w sierpniu 1939
455., 465. i 475. pułk piechoty, 255. pułk artylerii, 255. batalion pionierów, 255. oddział rozpoznawczy, 255. oddział przeciwpancerny, 255. oddział łączności, 255. polowy batalion zapasowy;
Skład w sierpniu 1943 roku
322. grupa dywizyjna (677. i 678. grupa pułkowa), 465. i 475. pułk grenadierów, 255. pułk artylerii, 255. batalion pionierów, 255. batalion dywizyjny, 255. oddział przeciwpancerny, 255. oddział łączności, 255. polowy batalion zapasowy;